# 6 aprile
Il 6 aprile è il 96º giorno del calendario gregoriano (il 97º negli anni bisestili). Mancano 269 giorni alla fine dell'anno.

## Eventi
- 46 a.C. - Guerra civile romana (49-45 a.C.): Gaio Giulio Cesare sconfigge Quinto Cecilio Metello Pio Scipione Nasica nella battaglia di Tapso
- 402 - Guerra gotica (402-403): Flavio Stilicone sconfigge i Visigoti di Alarico I nella battaglia di Pollenzo
- 1250 - Settima crociata: il sultano ayyubide d'Egitto Al-Mu'azzam Turanshah sconfigge il re Luigi IX di Francia durante la battaglia di Fariskur, facendolo prigioniero
- 1320 - Prima guerra d'indipendenza scozzese: cinquantuno baroni scozzesi firmano la dichiarazione di Arbroath, una lettera indirizzata a papa Giovanni XXII con la quale ribadiscono l'indipendenza della Scozia dall'Inghilterra
- 1326 - Termina l'assedio di Bursa con la conquista ottomana della città, che diventa la prima capitale dell'Impero per volere di Orhan I
- 1327 - Ad Avignone, durante la Settimana santa, fuori dalla Chiesa di Santa Chiara, il poeta Francesco Petrarca vede per la prima volta Laura, forse identificabile con Laura de Noves
- 1385 - A Coimbra le Cortes del Regno del Portogallo dichiarano re Giovanni I, fondatore della dinastia Aviz, ponendo fine alla crisi del 1383-1385
- 1453 - Guerre bizantino-ottomane: il sultano ottomano Maometto II inizia l'assedio di Costantinopoli, conclusosi il mese successivo con la morte dell'ultimo imperatore bizantino Costantino XI Paleologo e considerato da una parte della storiografia l'evento finale del Medioevo
- 1520 - Muore a Roma di Venerdì santo, probabilmente nel giorno del suo stesso compleanno che pure era stato di Venerdì santo, il "divino" Raffaello Sanzio
- 1533 - L'imperatore del Sacro Romano Impero Carlo V d'Asburgo concede il diritto di coniare moneta alla Contea di Novellara e Bagnolo
- 1580 - Il terremoto dello Stretto di Dover, con una magnitudo stimata tra 5,3 e 5,9 ML, colpisce le Fiandre, la Francia settentrionale e l'Inghilterra meridionale, causando un numero imprecisato di morti e ingenti danni materiali
- 1631 - Guerra di successione di Mantova e del Monferrato: il Trattato di Cherasco pone fine al conflitto, riconoscendo a Carlo I di Gonzaga-Nevers il dominio sui due ducati
- 1652 - L'olandese Jan van Riebeeck istituisce un centro di approvvigionamento sul Capo di Buona Speranza, fondando quella che diventerà poi Città del Capo
- 1667 - Il terremoto di Ragusa di Dalmazia colpisce la Repubblica di Ragusa, causando fra i 3000 e i 5000 morti e ingenti danni materiali
- 1672 - Guerra d'Olanda: dopo la dichiarazione di guerra del Regno d'Inghilterra alle Province Unite del 28 marzo, anche il re di Francia Luigi XIV fa lo stesso, dando inizio alla guerra
- 1712 - Ha luogo l'insurrezione degli schiavi di New York, conclusasi con la morte di nove bianchi e il ferimento di sei, l'arresto di settanta schiavi neri e l'esecuzione di ventuno di loro
- 1763 - Il Teatro dell'opera del Palazzo Reale di Parigi viene distrutto da un incendio, venendo riaperto nel 1770
- 1776 - Guerra d'indipendenza americana: la nave HMS Glasgow della marina reale britannica sconfigge sette navi della flotta continentale nella battaglia di Block Island
- 1782 - Buddha Yodfa Chulaloke si proclama re del Siam con il nome di Rama I, facendo decapitare re Taksin, fondando il Regno di Rattanakosin e dando inizio alla dinastia Chakri, tuttora regnante in Thailandia
- 1793 - Rivoluzione francese: un decreto della Convenzione nazionale dà vita al Comitato di salute pubblica, dominato nei primi mesi da Georges Jacques Danton
- 1808 - John Jacob Astor fonda l'American Fur Company, che lo farà diventare il primo milionario degli Stati Uniti d'America
- 1812 - Guerra d'indipendenza spagnola: l'esercito anglo-portoghese, comandato da Arthur Wellesley, I duca di Wellington, inizia l'assalto finale dell'assedio di Badajoz contro le truppe napoleoniche, terminato il giorno seguente con la sconfitta dei francesi
- 1813 - All'Opéra Garnier di Parigi va in scena per la prima volta Gli Abenceragi di Luigi Cherubini
- 1814 - L'imperatore dei francesi Napoleone Bonaparte abdica e viene esiliato per la prima volta, facendo iniziare la restaurazione francese con Luigi XVIII
- 1815 - In forza del Trattato di Parigi dell'anno precedente, il Regno Unito restituisce alla Francia l'isola della Riunione, allora conosciuta come isola Borbone
- 1818 - Girolamo Manieri viene nominato vescovo dell'Aquila da papa Pio VII, a sostituzione di Francesco Saverio Gualtieri, che diventa invece vescovo di Caserta
- 1830
  - A Fayette (New York) Joseph Smith organizza la Chiesa di Cristo, la prima chiesa del movimento dei Santi degli ultimi giorni e di dottrina mormone
  - Il governo del Messico vieta l'emigrazione di statunitensi nel paese, per evitare la colonizzazione degli Stati di Alta California, Coahuila y Texas e Santa Fe de Nuevo México
- 1832 - Guerre indiane: Falco Nero, capo guerriero della Nazione Sauk, entra in conflitto con gli Stati Uniti d'America, dando inizio alla guerra che porterà il suo nome
- 1837 - Al Theater in der Josefstadt di Vienna viene messa in scena per la prima volta Die Höhle bei Waverley di Conradin Kreutzer
- 1841 - Il vicepresidente degli Stati Uniti d'America John Tyler giura come 10º presidente, a seguito della morte in carica di William Henry Harrison
- 1860 - Ad Amboy (Illinois) Joseph Smith III fonda la Chiesa Riorganizzata di Gesù Cristo dei Santi degli Ultimi Giorni, oggi conosciuta come Comunità di Cristo
- 1861 - Alla Gewandhaus di Lipsia va in scena per la prima volta La Tempesta di Arthur Sullivan, allora diciottenne
- 1862
  - La Repubblica di San Marino formalizza lo stemma contenuto nell'attuale bandiera nazionale
  - Guerra di secessione americana: ha inizio la battaglia di Shiloh tra le forze unioniste comandate da Ulysses S. Grant e quelle confederate di Albert Sidney Johnston
- 1865
  - Guerra di secessione americana: durante la campagna di Appomattox si svolgono le battaglie di Sailor's Creek e Rice's Station, vinte dall'Unione
  - A Mannheim viene fondata la BASF (Fabbrica di Anilina e Soda del Baden), compagnia chimica tuttora esistente
- 1866 - Viene fondata la Grand Army of the Republic, fratellanza dei veterani unionisti della guerra di secessione americana
- 1869 - John Wesley Hyatt brevetta la celluloide presso lo United States Patent and Trademark Office
- 1875 - Nell'ambito della magiarizzazione, il ministro degli interni ungherese Kálmán Tisza scioglie per decreto la Matica slovenská
- 1893 - Wilford Woodruff dedica il Tempio di Salt Lake, il maggiore della Chiesa di Gesù Cristo dei santi degli ultimi giorni
- 1895 - Oscar Wilde viene arrestato a Londra dopo aver perso una causa legale per atti osceni correlati a rapporti omosessuali contro John Sholto Douglas, IX marchese di Queensberry
- 1896 - Ad Atene si aprono i primi Giochi olimpici dell'era moderna, 1500 anni dopo che quelli antichi furono vietati dall'imperatore romano Teodosio I
- 1909 - Gli esploratori Robert Edwin Peary e Matthew Henson dichiarano di aver raggiunto il Polo nord, fatto successivamente contestato
- 1911 - Rivolta albanese del 1911: i rivoltosi albanesi della Malësia vincono la battaglia di Deçiq contro le truppe ottomane
- 1917 - Prima guerra mondiale: gli USA dichiarano guerra all'Impero tedesco
- 1924 - In Italia si svolgono le elezioni politiche con la nuova legge maggioritaria (Legge Acerbo), che sanciscono la vittoria della Lista Nazionale, dominata dal PNF
- 1930 - Finita la marcia del sale, il Mahatma Gandhi viola la legge sul sale a Dandi, dando inizio a manifestazioni di disobbedienza civile in tutta l'India
- 1936 - Una tromba d'aria colpisce la città di Gainesville (Georgia), uccidendo 203 persone
- 1941 - Seconda guerra mondiale:
  - Hanno inizio le operazioni Castigo e Marita, che prevedono l'invasione della Jugoslavia e del Regno di Grecia da parte della Germania nazista e del Regno d'Italia
  - Durante la campagna dell'Africa Orientale Italiana le truppe britanniche entrano ad Addis Abeba, dopo la resa del contingente italiano
- 1944 - Seconda guerra mondiale: sterminio dei bambini di Izieu da parte della Gestapo
- 1945 - Seconda guerra mondiale:
  - Durante l'operazione Sarajevo l'Esercito Popolare di Liberazione della Jugoslavia entra in città, sconfiggendo definitivamente i tedeschi dopo pochi giorni
  - L'esercito australiano vince la battaglia di Slater's Knoll contro i giapponesi, nel teatro della campagna di Bougainville
- 1947 - Al Waldorf-Astoria Hotel di New York si tiene la prima cerimonia del Tony Award
- 1965 - Viene messo in orbita il primo satellite geostazionario commerciale, Intelsat I
- 1968 - Pierre Trudeau vince le elezioni primarie del Partito Liberale del Canada, diventandone il leader
- 1970 - A Santa Clarita quattro poliziotti della California Highway Patrol vengono uccisi in una sparatoria e un criminale si suicida, mentre un secondo complice viene catturato
- 1973
  - Fahri Korutürk viene eletto presidente della Turchia dalla Grande Assemblea Nazionale Turca
  - Viene lanciato il velivolo spaziale Pioneer 11
- 1974 - Il gruppo svedese ABBA vince lo Eurovision Song Contest 1974 con il singolo Waterloo
- 1979 - In Nepal scoppiano delle proteste studentesche, durante le quali moriranno 11 persone
- 1980 - In Austria, Germania Est e Germania Ovest viene reintrodotta l'ora legale
- 1984 - In Camerun la Guardia repubblicana tenta un colpo di Stato fallito per rovesciare il presidente Paul Biya
- 1987 - Sugar Ray Leonard conquista la corona mondiale dei pesi medi di pugilato battendo Marvin Hagler al Caesars Palace di Las Vegas nella cosiddetta "super fight"
- 1992 - Guerra in Bosnia ed Erzegovina: durante l'assedio di Sarajevo le forze militari serbe iniziano il bombardamento della città
- 1993 - A Tomsk-7, in Russia, avviene un incidente nucleare causato dall'esplosione di una cisterna
- 1994
  - Ad Afula, in Israele, un militante di Hamas compie un attacco terroristico suicida, uccidendo otto persone
  - Il presidente del Ruanda Juvénal Habyarimana e il presidente del Burundi Cyprien Ntaryamira trovano la morte nell'attentato all'aereo presidenziale ruandese, considerato l'evento iniziale del genocidio del Ruanda
- 1998 - Il Pakistan effettua test su missili a medio raggio nell'eventualità di un conflitto con l'India
- 1999 - Crisi di Timor Est del 1999: miliziani pro-indonesiani compiono il massacro della Chiesa di Liquiçá, uccidendo circa 200 persone
- 2002 - In Portogallo, a seguito delle elezioni legislative anticipate, il social democratico José Manuel Barroso diventa primo ministro del Portogallo
- 2003 - In Giappone viene trasmesso il primo episodio della prima stagione dell'anime Sonic X
- 2004
  - Guerra in Iraq: inizia il primo degli scontri della battaglia dei ponti di Nassiriya tra Esercito del Mahdi ed Esercito Italiano
  - Il presidente della Lituania Rolandas Paksas viene rimosso dall'incarico da un voto del Seimas, il parlamento nazionale, su tre diversi capi d'accusa
- 2005
  - Il curdo Jalal Talabani viene nominato presidente dell'Iraq, con vice il sunnita Ghazi Mash'al Ajil al-Yawar e lo sciita Adil Abd al-Mahdi
  - Alberto II diventa principe di Monaco a seguito della morte di suo padre, Ranieri III
- 2008 - In Egitto viene proclamato uno sciopero generale, represso dalle forze di polizia
- 2009 - Il terremoto dell'Aquila, con una magnitudo di 6,3 Mw, colpisce l'Italia centrale, in particolare la parte settentrionale della provincia dell'Aquila, causando 309 morti, migliaia di sfollati e ingenti danni materiali
- 2010 - Insurrezione naxalita-maoista: diversi membri del Partito Comunista d'India conducono l'attacco maoista di Dantewada, risultato nella morte di 76 membri delle forze dell'ordine e otto rivoltosi
- 2011 – Esce nelle sale cinematografiche belghe il film Winnie the Pooh - Nuove avventure nel Bosco dei 100 Acri, 51º Classico Disney; il film verrà distribuito negli USA il successivo 15 luglio
- 2012 - L'Azawad dichiara la sua indipendenza dal Mali, dando inizio alla guerra in Mali
- 2014 - Hanno luogo le elezioni parlamentari in Ungheria, che vedono la vittoria relativa di Fidesz, partito del primo ministro in carica Viktor Orbán
- 2017
  - In Gambia si svolgono le elezioni parlamentari, vinte dal Partito Democratico Unito del presidente Adama Barrow
  - Nei Paesi Bassi si svolge il referendum sull'accordo di associazione tra l'Ucraina e l'Unione europea, bocciato dagli elettori olandesi ma poi approvato dal Parlamento nazionale
- 2019 - Nelle Maldive si svolgono le elezioni parlamentari, che vedono la vittoria del Partito Democratico Maldiviano
- 2023 - Rumiko Takahashi viene premiata dal governo francese come cavaliere dell'Ordine delle arti e delle lettere; è la sesta fumettista giapponese a ricevere l'onorificenza e la prima donna dopo Katsuhiro Ōtomo, Leiji Matsumoto, Akira Toriyama, Gō Nagai e Jirō Taniguchi[1]

## Nati
Ci sono circa 1 190 voci su persone nate il 6 aprile; vedi la pagina Nati il 6 aprile per un elenco descrittivo o la categoria Nati il 6 aprile per un indice alfabetico.

## Morti
Ci sono circa 550 voci su persone morte il 6 aprile; vedi la pagina Morti il 6 aprile per un elenco descrittivo o la categoria Morti il 6 aprile per un indice alfabetico.

## Feste e ricorrenze

### Civili
Internazionali:
- Giornata internazionale dello sport per lo sviluppo e la pace[2]

Multinazionali:
- Canada e Stati Uniti d'America - Tartan Day, celebrazione del retaggio scozzese che prende il nome dal tartan

Nazionali:
- Thailandia – Giornata Chakri (วันจักรี, Wan Chakkri), in commemorazione della fondazione della dinastia Chakri

### Religiose
Cristianesimo:
- San Brychan di Brecknock, re
- Sant'Eutichio di Costantinopoli, patriarca
- San Filarete di Calabria, monaco
- Santa Galla di Roma, vedova
- San Guglielmo di Eskill, abate
- Sant'Ireneo di Sirmio, vescovo
- San Paolo Le Bao Tinh, sacerdote e martire
- San Pietro da Verona, domenicano e martire
- Santa Platonide
- San Prudenzio di Troyes, vescovo
- San Vinebaldo, abate
- Beata Caterina Moriggi, badessa
- Beato Guglielmo di San Romano, mercedario
- Beato Michele Rua, sacerdote
- Beato Notker I di San Gallo, monaco
- Beata Pierina Morosini, vergine e martire
- Beato Zefirino Agostini, sacerdote e fondatore delle Suore orsoline figlie di Maria Immacolata

Religione romana antica e moderna:
- Ludi Megalesi, terza giornata

Chiesa di Gesù Cristo dei santi degli ultimi giorni:
- Anniversario della fondazione della Chiesa e giorno natale di Gesù Cristo